# Drop (film)
Drop är en amerikansk skräck- och dramafilm som hade premiär den 11 april 2025. Filmen är regisserad av Christopher Landon efter ett manus skrivet av Jillian Jacobs och Christopher Roach.

## Handling
Filmen handlar om Violet som är en ensamstående mamma. På sin första dejt på länge är hon lättad över att hennes dejt, Henry, är charmigare och snyggare än hon förväntat sig. Via telefonen blir hon instruerad att inte berätta för någon och följa anvisningarna hon får exakt, annars kommer den okända figuren döda Violets unga son och barnvakt.

## Rollista (i urval)
- Meghann Fahy - Violet
- Brandon Sklenar - Henry
- Jeffery Self
- Violett Beane - Violets syster
- Jacob Robinson - Violets son
- Reed Diamond